# Catch (The Cure)
Catch è un singolo della band britannica The Cure, pubblicato il 16 giugno 1987, secondo estratto dall'album Kiss Me, Kiss Me, Kiss Me. Non è stato pubblicato negli USA.

## Tracce singolo

### Vinile 7"
Lato A
1. Catch

Lato B
1. Breathe

### Vinile 12" UK
Lato A
1. Catch

Lato B
1. Breathe
2. A Chain of Flowers

### Vinile 12" Germania
Lato A
1. Catch
2. Breathe

Lato B
1. Kyoto Song (Live in Orange)
2. A Night Like This (Live in Orange)

### MC
Lato A e Lato B (contengono le stesse tracce)
1. Catch
2. Breathe
3. A Chain of Flowers

### CDV
1. Catch
2. Breathe
3. A Chain of Flowers
4. Icing Sugar (New Mix)
5. Catch [Videoclip]

## Formazione
- Robert Smith - voce, tastiere
- Lol Tolhurst - tastiere
- Porl Thompson - chitarra, tastiere
- Simon Gallup - basso
- Boris Williams - batteria, percussioni